# Закладка судна

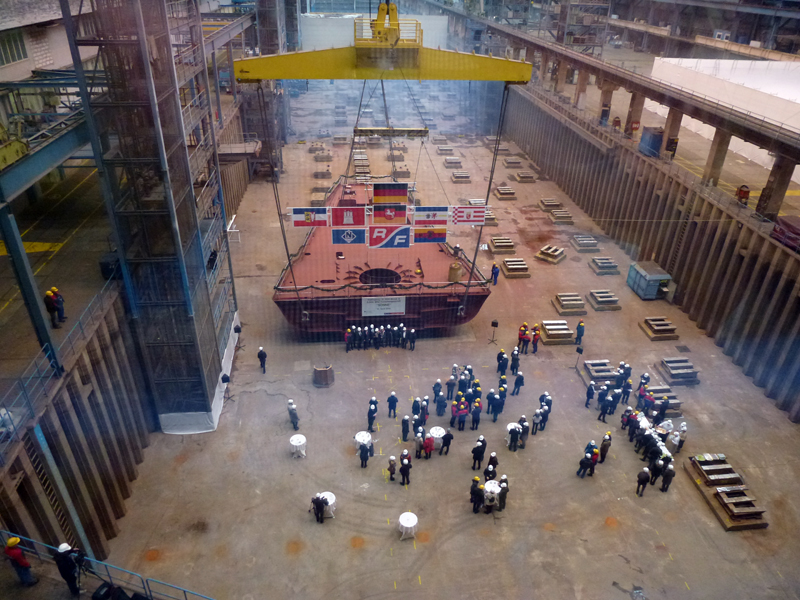
Закладка научно-исследовательского судна Sonne на Meyer Werft в Германии в 2013 году

Закладка судна — начало строительства судна, начало формирования его корпуса.
Ранее постройку корабля всегда начинали с закладки киля. В настоящее время в судостроении широко применяют секционный способ постройки корпусов, при котором корпус корабля собирают из секций, заранее изготовленных в цехах судостроительного завода и в готовом виде доставленных на стапель, поэтому сейчас уже нельзя говорить, что строительство судна всегда начинают с киля.
Закладной блок или секцию выбирают в том районе корпуса, где нужен наибольший объём монтажных работ. Для крупных судов закладку могут начинать одновременно в нескольких районах построечного места.
По традиции в специальную нишу закладной секции судна вкладывают закладную доску (металлическую пластину с надписью). В ней содержится информация о времени и месте закладки судна, а также о его строителях. Со временем закладные доски стали более полно отражать сведения о строящемся корабле, на них даже гравировали общий вид корабля.
Традиционно закладку судна производят в торжественной обстановке.